# Obryv Svetlyj
Obryv Svetlyj (englische Transkription von russisch Обрыв Светлый Obryw Swetly, deutsch ‚Heller Abbruch‘) ist ein Kliff im ostantarktischen Mac-Robertson-Land. Es ragt unmittelbar östlich des Prior Bluff im Zentrum des Mawson Escarpment auf.
Russische Wissenschaftler benannten es.